# Eilema griseola
Eilema griseola är en fjärilsart som beskrevs av Jacob Hübner 1827. Eilema griseola ingår i släktet Eilema och familjen björnspinnare. Inga underarter finns listade i Catalogue of Life.

## Bildgalleri

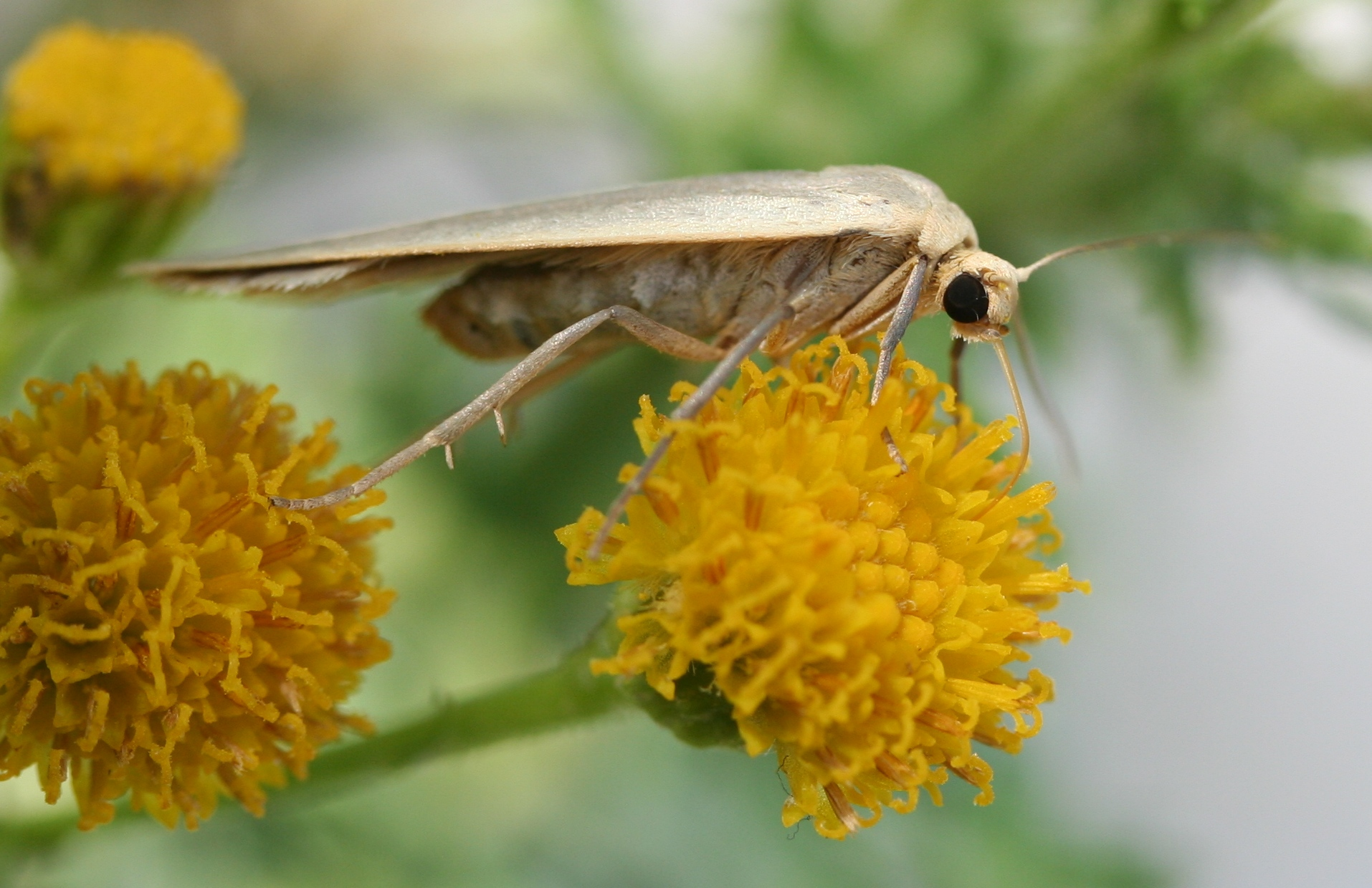